# Copa Brasil Central de 1969
A Copa Brasil Central de 1969 foi a segunda edição desta competição amistosa de futebol realizada no Centro-Oeste brasileiro, em São Paulo e em Minas Gerais.
Na Copa Brasil Central todos os times jogaram entre si em rodadas em casa e fora, e a equipe com maior número de pontos foi declarada campeã. Nesta edição de 1969, o XV de Piracicaba foi o campeão do torneio. 

## Participantes[1]
| UF           | Clube               | Cidade                | Forma de Classificação                   | Estádio (mando)      | Capacidade | Títulos        |
| ------------ | ------------------- | --------------------- | ---------------------------------------- | -------------------- | ---------- | -------------- |
| Goiás        | CRAC                | Catalão               | 5 maiores arrecadações do Goiano de 1969 | Genervino da Fonseca | -          | 0 (não possui) |
| Goiás        | Atlético Goianiense | Goiânia               | 5 maiores arrecadações do Goiano de 1969 | Antonio Accioly      | -          | 0 (não possui) |
| Goiás        | Goiânia             | Goiânia               | Campeão da Copa Brasil Central de 1967   | Olímpico             | -          | 1 (1967)       |
| Goiás        | Goiás               | Goiânia               | 5 maiores arrecadações do Goiano de 1969 | Olímpico             | -          | 0 (não possui) |
| Goiás        | Vila Nova           | Goiânia               | 5 maiores arrecadações do Goiano de 1969 | Olímpico             | -          | 0 (não possui) |
| Minas Gerais | Araxá               | Araxá                 | Convidado                                | Fausto Alvima        | -          | 0 (não possui) |
| Minas Gerais | Uberaba             | Uberaba               | Convidado                                | -                    | -          | 0 (não possui) |
| Minas Gerais | Uberlândia          | Uberlândia            | Convidado                                | -                    | -          | 0 (não possui) |
| São Paulo    | XV de Piracicaba    | Piracicaba            | Convidado                                | Barão de Serra Negra | -          | 0 (não possui) |
| São Paulo    | América-SP          | São José do Rio Preto | Convidado                                | -                    | -          | 0 (não possui) |

Obs.: O Ipiranga de Anápolis desistiu da competição alegando que teria prejuízos.

## Regulamento
O regulamento foi simples, as 10 equipes jogariam no sistema de pontos corridos (jogos de ida e volta), a equipe que soma-se mais pontos no final da competição se sagraria campeão do torneio.

## Classificação
| Pos | Equipe              | PG | J  | V | E | D  | GP | GS | SG  |
| --- | ------------------- | -- | -- | - | - | -- | -- | -- | --- |
| 1   | XV de Piracicaba    | 25 | 18 | 9 | 7 | 2  | 32 | 13 | +19 |
| 2   | Goiás               | 23 | 18 | 9 | 5 | 4  | 29 | 25 | +4  |
| 3   | Uberlândia          | 21 | 18 | 8 | 5 | 5  | 20 | 18 | +2  |
| 4   | Uberaba             | 21 | 18 | 8 | 5 | 5  | 26 | 25 | +1  |
| 5   | Atlético Goianiense | 19 | 18 | 6 | 7 | 5  | 31 | 24 | +7  |
| 6   | América-SP          | 18 | 18 | 6 | 6 | 6  | 21 | 19 | +2  |
| 7   | Vila Nova           | 17 | 18 | 6 | 5 | 7  | 19 | 21 | –2  |
| 8   | Araxá               | 14 | 18 | 4 | 6 | 8  | 14 | 25 | –11 |
| 9   | Goiânia             | 14 | 18 | 3 | 8 | 7  | 14 | 20 | –6  |
| 10  | CRAC                | 8  | 18 | 2 | 4 | 12 | 21 | 37 | –16 |

## Premiação
| Copa Brasil Central                  |
| São Paulo                            |
| ------------------------------------ |
| XV de Piracicaba Campeão (1° título) |